# Papilio sataspes
Espèce
Statut de conservation UICN

LC : Préoccupation mineure
Papilio sataspes ou Hélène rouge des Célèbes est une espèce de lépidoptères (papillons) de la famille des Papilionidae. L'espèce est endémique d'Indonésie. 

## Description

### Imago
L'adulte mesure entre 10 et 12 cm d'envergure. À l'avers les ailes antérieures sont noires, les ailes postérieures ont des queues et sont noires avec une larges macule blanche, dont la taille varie selon les individus. Au revers les ailes antérieures sont marron foncé avec une bande légèrement plus claire, les ailes postérieures portent une large macule blanche, trois lunules orangée ou rouge dans la partie marginale, une ou plusieurs macules bleu-gris et deux ocelles orangées dans l'angle anal. Chez la femelle les ailes postérieures portent souvent plus de lunules que chez le mâle.   
Le corps est noir chez les deux sexes, avec des macules et des rayures blanches sur la tête, le ventre et les flancs.  

## Écologie
La femelle pond ses œufs isolément sur des plantes de la famille des rotacées, notamment Toddalia asiatica et des espèces des genres Euodia et Micromelum. Les chenilles consomment les feuilles de la plante-hôte et passent par cinq stades. Comme tous les Papilionides elles portent derrière la tête un osmeterium fourchu qu'elles déploient quand elles se sentent menacée et qui dégage une odeur malodorante. 
Les chenilles se changent en chrysalide sur une branche. La chrysalide est maintenue à la verticale par une ceinture de soie. 

## Habitat et répartition
Papilio sataspes vit dans les forêts tropicales humides, les adultes sont particulièrement présents près des rivières qui traversent les forêts primaires. L'espèce est présente en Indonésie (îles de Célèbes, Banggai et Sula).

## Systématique
L'espèce Papilio sataspes a été décrite pour la première fois en 1865 par Cajetan von Felder et son fils Rudolf Felder dans Reise der österreichischen Fregatte Novara um die Erde.... Zoologischer Theil, à partir d'un spécimen trouvé à Célèbes (Indonésie).

### Sous-espèces
- P. sataspes sataspes (Célèbes)
- P. sataspes artaphernes (Banggai)
- P. sataspes ahasverus (Sula)

## Papilio sataspeset l'Homme

### Nom vernaculaire
L'espèce est appelée Sulawesi Red Helen en anglais.

### Menaces et conservation
L'espèce est considérée comme non menacée par l'UICN. En 1985 elle n'était pas considérée comme menacée. L'état actuel de la population n'est pas connue, mais la population du par national Bantimurung-Bulusaraung semble décliner de plus en plus rapidement.  